# Марина Сілва
Марія Вас Осмаріна Марина Сілва де Ліма(8 лютого 1958 року, Багассо, поблизу Ріо-Бранку) — бразильська політикиня і екологиня, колишня міністерка навколишнього середовища і сенаторка. Вона була кандидатом від Партії зелених на президентських виборах 2010 року.

## Життєпис
Вона виросла в бідній сім'ї збирачів каучуку в Амазонці, її мати біла, а батько індійсько-африканського походження. В юності вона прийняла євангельське християнство і планувала стати черницею.
Вона багато років була сенаторкою. З 2003 по 2008 рік вона була міністеркою навколишнього середовища в уряді Лули да Сілви. Вона залишила уряд у травні 2008 року через розбіжності щодо захисту тропічних лісів, будівництва дамб, біопалива та ГМО- культур. У серпні 2009 року вона також вийшла з Робітничої партії, до якої належала 30 років.
На президентських виборах 2010 року Марина Сілва була кандидаткою від Партії зелених. Вона посіла третє місце з 19,33 % голосів.
У 2014 році вона балотувалася на президентських виборах від Бразильської соціалістичної партії після смерті Едуардо Кампоса і за три тижні отримала підтримку в опитуваннях, рівну Ділмі Русеф, яка домагалася переобрання.
Належить до Церкви п'ятдесятників Асамблей Божих Бразилії і виступає проти легалізації абортів і гомосексуальних союзів.